# Epicadinus gavensis
Epicadinus gavensis är en spindelart som beskrevs av Soares 1946. Epicadinus gavensis ingår i släktet Epicadinus och familjen krabbspindlar. Inga underarter finns listade i Catalogue of Life.